# Сандецкий, Александр Генрихович
Алекса́ндр Ге́нрихович Сандецкий (17 августа 1851 — декабрь 1918) — генерал от инфантерии (18.04.1910), командующий войсками Казанского военного округа (1907—1912 и 1915—1917), временно командующий войсками Московского военного округа (19.07.1914-24.04.1915), член Военного совета.

## Биография
Происходил из дворян Виленской губернии. Православного вероисповедания. Отец — Франц Генрих Матвеевич Сандецкий (род. в 1815), из дворян Виленской губернии, римско-католического вероисповедания, поручик, служил в подразделении Отдельного Кавказского корпуса, на Черноморской береговой линии. Мать — Екатерина Степановна Сандецкая, дворянка, дочь урядника, православная. Сестры: Наталья, Мария (Мария Генриховна Сандецкая окончила в 1875 году Одесский институт благородных девиц, начальница (на 1895 год) Ставропольской женской гимназии Святой Александры Кавказского учебного округа).
Окончил Полоцкую военную гимназию (1869) и 2-е военное Константиновское училище (1871), выпущен подпоручиком в Кавказский 4-й стрелковый полк. В 1874 году был переведен в 19-ю артиллерийскую бригаду.
Чины: прапорщик артиллерии (1874), подпоручик (1874), поручик (1876), штабс-капитан (1877), капитан ГШ (1880), подполковник (1883), полковник (за отличие, 1887), генерал-майор (за отличие, 1896), генерал-лейтенант (за отличие, 1904), генерал от инфантерии (за отличие, 1910).
В 1878 году окончил Николаевскую академию Генерального штаба (по 2-му разряду).
По окончании академии был переведен в Генеральный штаб и назначен помощником старшего адъютанта штаба Западно-Сибирского военного округа (1878—1880). В марте 1880 был назначен для особых поручений при штабе 1-го Кавказского армейского корпуса, а в июле того же года на прежнюю должность.
В 1883 году был произведен в подполковники с назначением штаб-офицером для поручений при командующем войсками Семиреченской области. Затем состоял штаб-офицером для особых поручений при штабе 2-го Кавказского армейского корпуса (1885—1887). В 1886—1887 годах отбывал цензовое командование батальоном в 77-м пехотном Тенгинском полку.
В 1887 году был назначен начальником штаба Карсской крепости, а в 1888 — начальником Карсского военного госпиталя с оставлением в должности начальника штаба крепости. Затем служил начальником штаба: 38-й пехотной дивизии (1890—1891), 1-й гренадерской дивизии (1891—1895) и войск Забайкальской области (1895—1899). Командовал 1-й бригадой 15-й пехотной дивизии (1899—1904), 34-й пехотной дивизией (1904—1906) и Гренадерским корпусом (1906—1907).
В 1905 принимал участие в подавлении революционных настроений в Екатеринославском уезде
24 сентября 1907 года был назначен командующим войсками Казанского военного округа, сменив на этой должности генерала И. А. Карасса, и пробыл в должности до 7 февраля 1912 года, когда был назначен членом Военного совета. С 19 июля 1914 года по 24 апреля 1915 года, во время мобилизации, временно командовал войсками Московского военного округа. 24 апреля был зачислен в распоряжение Верховного главнокомандующего, а 8 августа того же года вновь назначен командующим войсками Казанского военного округа, в состав которого входило входило 10 губерний и 2 области — в общей сложности, 98 гарнизонов (Казанский, самый крупный, насчитывал 50 тысяч солдат).

Во время его пребывания в Казани он жил в особняке, который был построен специально для командующего округом (по одним данным, архитектором здания был Карл Мюфке, по другим — Федор Амлонг, руководил строительством военный инженер Эгмонт Оттонович Паррот).

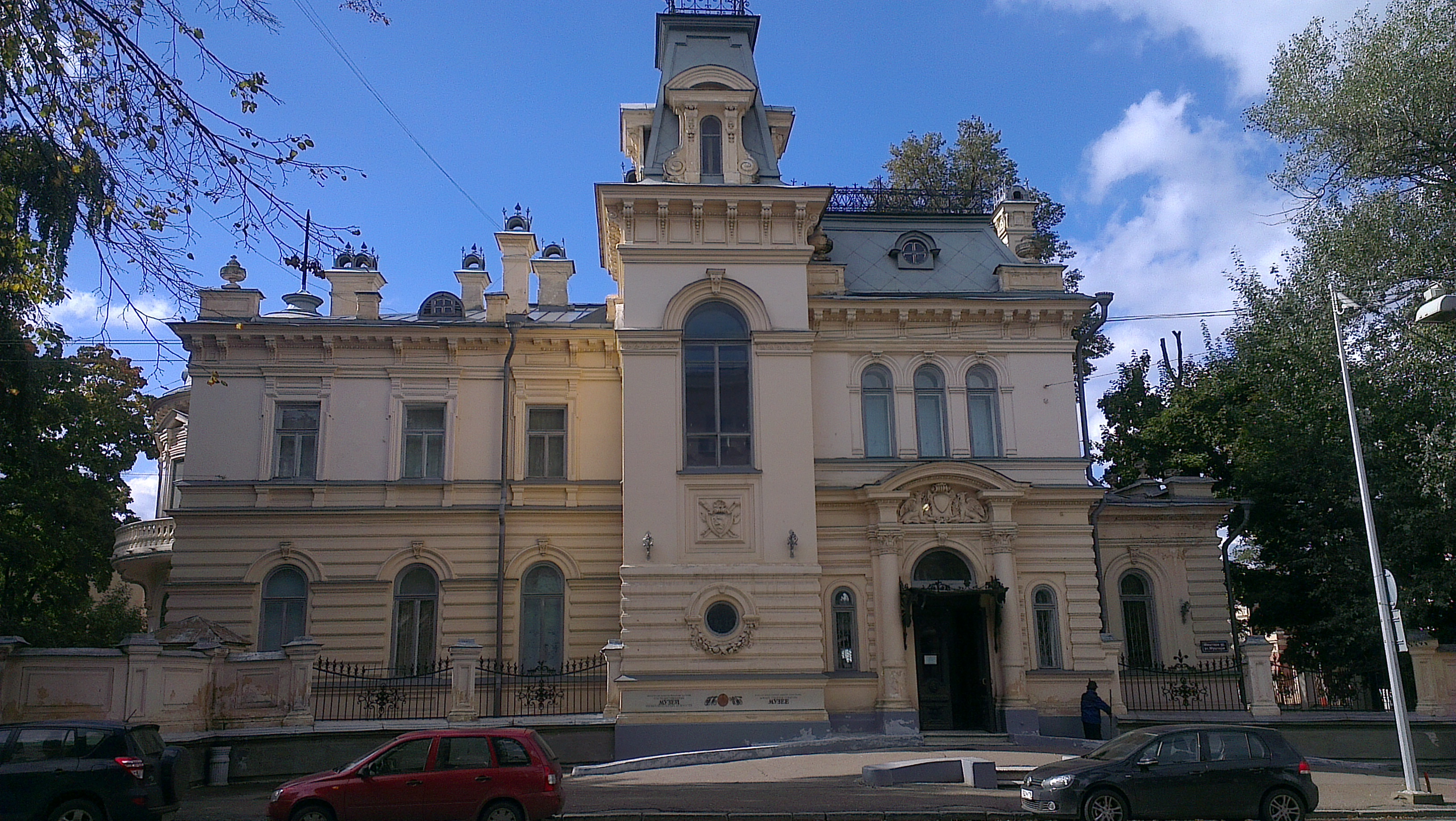
Особняк Сандецкого в Казани

По словам генерала А. С. Лукомского, Сандецкий имел репутацию «безобразно грубого начальника», по-хамски обращавшегося с подчиненными.
В. Ф. Джунковский так вспоминает о Сандецком:

Генерал Сандецкий пользовался репутацией человека весьма строгого, как начальника даже жестокого, хотя я должен сказать, эта репутация им не была заслужена. Это был грубый человек, но честнейший и с благороднейшей душой, это был солдат, строгий к себе до мелочей; таким же он был и относительно своих подчиненных, снисхождения он не понимал и поблажек никому не давал, а так как Гренадерский корпус был распущен донельзя, то, конечно, «подтяжка» командира корпуса, который не считался ни с какими протекциями, не нравилась ни начальствующим лицам, ни офицерам, ни солдатам.
И вот к Сандецкому на прием явилась одна девушка, на которую пал жребий его убить. Явилась она с прошением, ее пропустили, и она села против Сандецкого на предложенный ей стул. Сандецкий сразу заметил какое-то ее смущение, когда она начала нескладно объяснять ему свое дело; он заметил, что она что-то перебирает в муфте. Получая постоянно угрозы, ему явилось подозрение, и он заметил ей: «Отложите вашу муфточку, вам неудобно с ней». Тут она отложила муфточку, в которой был револьвер, не выдержала, разрыдалась и… рассказала ему все; про весь ужас ее окутанной ложью жизни, про муку, испытанную ею, когда она решилась на «подвиг» — сделаться убийцей. Сандецкий ее выслушал, успокоил, открыл ей дверь и, проводив ее, отпустил ее домой, не спросив даже ее фамилию. Так благородно поступил тот, кого считали зверем. Я лично всегда его глубоко уважал.

5 марта 1917 года, после Февральской революции, подал в отставку и освободил должность. Был арестован и помещен под домашний арест по постановлению Временного комитета Государственной думы. 7 марта вновь назначен членом Военного совета, а через 20 дней уволен от службы по болезни с мундиром и пенсией.
Адрес в Москве: Сивцев Вражек, дом 6, квартира 5.
После Октябрьской революции был арестован органами ЧК, содержался в Таганской и Бутырской тюрьмах. Расстрелян в конце 1918 года.

## Семья
Жена — Александра Семеновна Сандецкая (ум. 4.11.1946, Александрия).
В семье было пятеро детей:
- Владимир, офицер, погиб на Русско-японской войне[8]
- Александр (род. в 1883), офицер, участник Русско-японской войны (служил в Модлинском 57-й пехотном полку, был ранен), участник Первой мировой войны, подполковник (1917)[9]
- Геннадий (род. в 1887), офицер[10]
- Лидия, в замуж. Куклина[11]

## Награды
- Орден Святого Станислава 3-й степени (1880)
- Орден Святой Анны 3-й степени (1883)
- Орден Святого Станислава 2-й степени (1890)
- Орден Святой Анны 2-й степени (1893)
- Орден Святого Владимира 3-й степени (1901)
- Орден Святого Станислава 1-й степени (1903)
- Орден Святой Анны 1-й степени (1906)
- Орден Святого Владимира 2-й степени (06.12.1911)
- Орден Белого орла (06.12.1913)
- Орден Святого Александра Невского (ВП 22.03.1915)
- Бриллиантовые знаки к ордену Святого Александра Невского (ВП 10.04.1916)